# مسيرة فخر المثليين
مسيرة الفخر (بالإنجليزية: Pride parade) وهي مسيرة تنظمها المنظمات المناوئة للعنصرية الجنسية (بالإنجليزية: LGBT) وتدعو مجتمع الميم من المثليين والمثليات وثنائي الميول والمتحولين إلى أن يكونوا فخورين بميولهم والتصدي للكره من رهاب المثلية (بالإنجليزية: homophobia). من أشهر شعارات مسيرة الفخر هي علم قوس قزح.

علم قوس قزح.

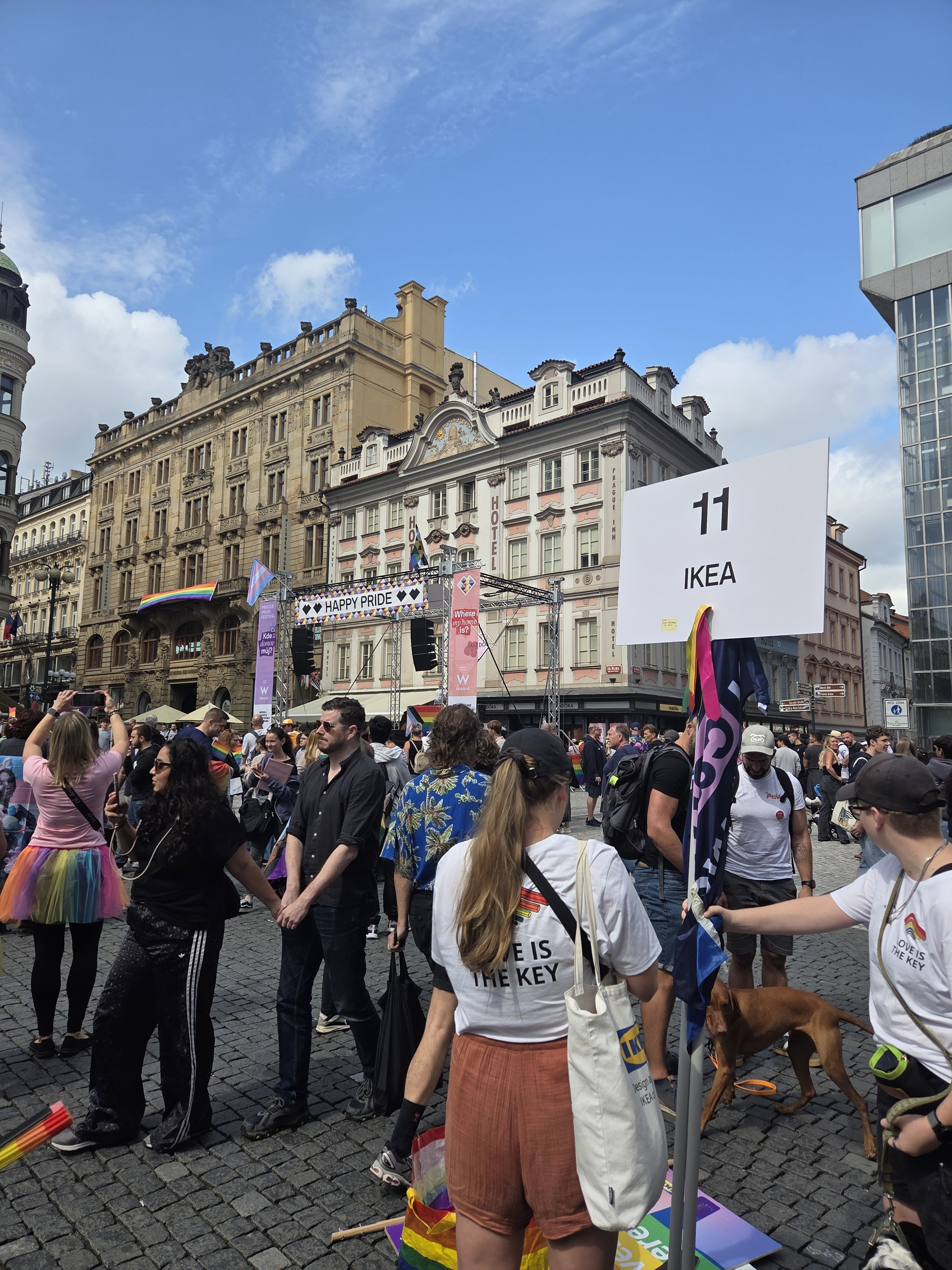
شخص يحمل لافتة شركة IKEA في مسيرة فخر المثليين براغ ٢٠٢٥